# Széll György (karmester)
Széll György Endre, George Szell, Széll (Budapest, 1897. június 7. – Cleveland, 1970. július 30.) karmester, zongoraművész. Hosszú ideig volt elismert, sikeres vezető karmestere a Cleveland Orchestrának, akikkel – és más zenekarokkal is – a standard zenei repertoár javát lemezre rögzítette.

## Élete és pályafutása

### A kezdetek

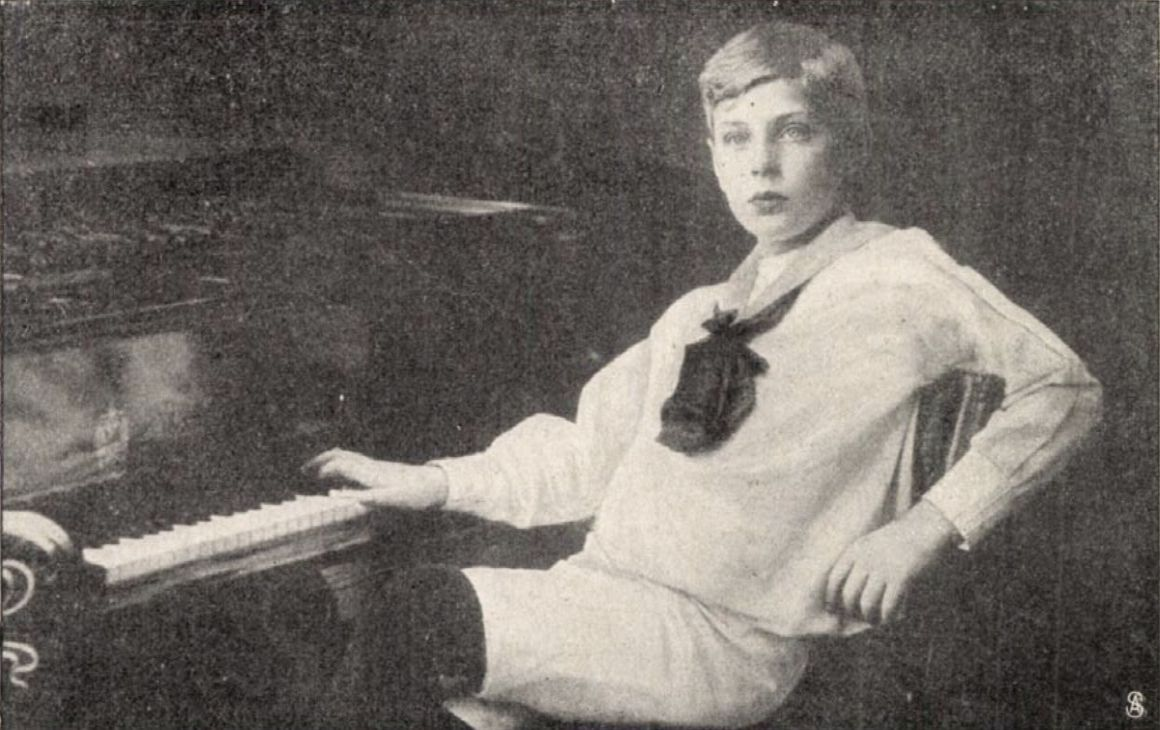
Széll György 12 évesen a Tolnai Világlapja 1909. augusztus 15-én megjelent számában

Széll György Budapesten született, apja Széll György Károly kereskedő, anyja Harmat Margaréta. Széllék a fiú hároméves korában Bécsbe költöztek. A fiú Bécsben kezdte szervezett zenei tanulmányait, Richard Robertnél tanult zongorázni. Robert egy másik tanítványa volt Rudolf Serkin, a később világhírű zongoraművész, akivel Széll örök barátságot kötött. A zongora mellett Eusebius Mandyczewskinél (Brahms barátjánál), majd egy rövid ideig Lipcsében Max Regernél zeneszerzést tanult. Zeneszerzői munkássága nem ismert ebből az időből, de tizennégy éves korából ismert egy exkluzív kiadói szerződés a bécsi Universal Editionnal. Saját darabok írásán kívül átírta zenekarra Bedřich Smetana 1., e-moll („Életemből”) vonósnégyesét.

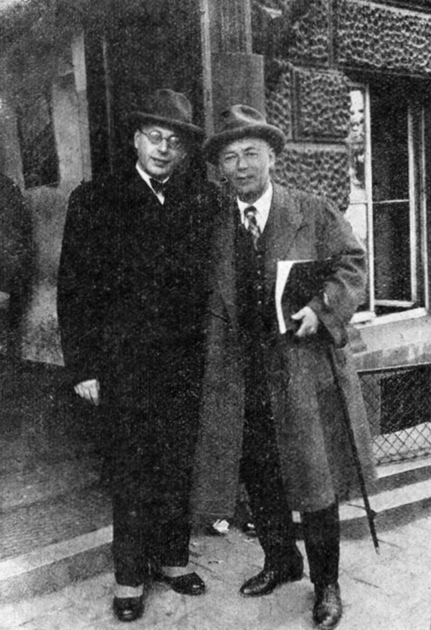
Széll György és Jaroslav Křička zeneszerző, utóbbi egyik operájának prágai bemutatója idején, 1932 áprilisában

Mindössze tizenegy éves korában kezdte meg európai turnéját, először Londonban mutatkozott be, ahol műveivel és zongorajátékával hatalmas sikereket aratott. Az újságok „második Mozartnak” nevezték. Tizenévesen karmesterként, zeneszerzőként és zongoristaként szerepelt, és 17 éves korában a Berlini Filharmonikus Zenekart vezényelte. Úgy vélte, hogy egyszerre zongoristaként és karmesterként nem csinálhat karriert, ezért egyre inkább a dirigálást választotta. Amikor a Bécsi Szimfonikus Zenekar karmestere megsérült a karján, Széllt kérték fel a helyettesítésére. Ettől kezdve a dirigálásnak élt. Abbahagyta a komponálást, csak alkalmanként zongorázott kamaraegyüttesekkel vagy kísérőként, de azért rendszeresen gyakorolt. Később, clevelandi tartózkodásakor bizonyította is jó zongorista formáját.

### Karrierjének indulása
1915-ben, 18 éves korában, a Berlini Királyi Operaház (ma Staatsoper) főzeneigazgatója, Richard Strauss, az opera karnagyává nevezte ki. Strauss azonnal felismerte a fiatal karmester tehetségét. Részben Széll vezényelte Strauss Don Juanja hangfelvételének világpremierjét. Strauss eredetileg a próbák levezénylésével bízta meg Széllt, ám egy alkalommal elaludt, s emiatt csak egy órával később érkezett a stúdióba, amikor a felvétel fele már elkészült. Széll már a második részt vezényelte, és Strauss szerint ez annyira jó volt, mintha ő maga állt volna a zenekar élén. A további másik két részt már Strauss vezényelte, de a felvételen megmaradtak a Széll által dirigált részek is. Strauss komoly hatással volt Széll karmesteri stílusára, és ezzel a hatással tudott majdan Clevelandben zenekarépítő tevékenységet kifejteni, valamint a zenekar kivételes hangzását elérni.
1917-ben – Richard Strauss ajánlatára – a Strassburgi Városi Színházhoz hívták meg karmesternek, majd 1919-ben Prágába, a Német Színházhoz szerződött, és dolgozott Darmstadtban is. 1920. február 13-án mutatkozott be Budapesten, a Carment vezényelte az Operaházban. 1922-ben Düsseldorfban vállalt állást, majd 1924-ben ismét a berlini Staatsoper vezető karmestere lett. 1930-ban megint Prágában vállalt állást, a Német Színház karmestere volt, s emellett a Német Zene- és Képzőművészeti Főiskolán tanított. Közben, 1932-től, szerte Európában hívták vendégszereplésekre. 1937-ben a Scottish Philharmony vezető karnagya lett Glasgowban, de Hágában is adott néhány koncertet a Residentie Orkesttel. 1930-ban mutatkozott be Amerikában a Saint Louis-i Szimfonikus Zenekarral. Ebben az időben inkább operákat vezényelt.

### Amerikában
Széll György 1939-ben, a második világháború kitörésekor, egy ausztráliai turné után érkezett az USA-ba, és családjával New Yorkban telepedett le. Egy évig tanított, s egyre gyakrabban kapott vendégkarmesteri meghívásokat. Ezek között az egyik legfontosabb az a négyes hangversenysorozat volt 1941-ben, amihez Arturo Toscanini segítette hozzá: az NBC Szimfonikus Zenekarát vezényelte. 1942-ben debütált a Metropolitan Operában, és a következő négy évben rendszeresen vezényelte a társulatot, 1943-ban pedig a New York-i Filharmonikusokat vezényelte. 1946-ban megkapta az amerikai állampolgárságot.
1946-ban lett a Cleveland Orchestra főzeneigazgatója, és egészen a haláláig betöltötte ezt a funkciót. A clevelandiek ekkor egy jónak számító vidéki zenekarnak számítottak, de a vezető zenekarok a Philadelphia Orchestra, a Boston Symphony Orchestra, a Chicago Symphony Orchestra, a New York-i Filharmonikusok és az NBC Symphony Orchestra voltak. Clevelandben lehetősége nyílott, hogy egy saját elképzelései szerinti zenekart építsen fel, amelyben kombinálná a legjobb amerikai együttesek virtuozitását az európai élvonal homogén hangzásával. Ezért azzal a feltétellel fogadta el a megbízatást, hogy a zenekar és vezetői valamennyi művészi jellegű feltételét elfogadják.
Az első évek azzal teltek, hogy a nem megfelelő zenészeket lecserélte, a zenekari tagok számát száz fölé emelte, emellett könyörtelenül gyakoroltatta a zenekart, abszolút tökéletességet követelt tőlük. Azokat a zenészeket elbocsátotta, akik túl sokat hibáztak, vagy megkérdőjelezték tekintélyét. Még Toscanini sem alkalmazott ilyen diktatórikus módszereket, de ekkor a zenész szakszervezetek még nem voltak olyan erősek, mint manapság. Néhány kritikus elismerte a zenekar teljesítményét, de hiányolt kis spontaneitást.
Az 1950-es évek végére kitisztult a helyzet a Cleveland Orchestra körül, kialakult tiszta, áttetsző, szinte kamarazenekari hangzása, és Amerika és Európa legjobb zenekarai közé emelkedett. Évi rendszerességgel tartottak koncerteket a Carnegie Hallban, turnékat teljesítettek a keleti parton, és mindemellett Széll még elvitte a zenekart Európába, a Szovjetunióba, Ausztráliába és Japánba is. Széll György módszerének meglett az eredménye: a másodrangú együttesből világhírű zenekar lett, 1969 és 1970 között Széll György a New York-i Filharmonikusok zenei tanácsadója lett.

### Más zenekarok élén
A második világháború után Széll György szoros együttműködést alakított ki az amszterdami Concertgebouw Orchestra együttesével, ahol gyakran volt vendégkarmester, számos hangfelvételt rögzített velük, és élete utolsó évében az együttes művészeti vezetője is volt. Ugyancsak gyakori vendég volt a Londoni Szimfonikus Zenekarnál, a Bécsi Filharmonikusoknál, és többször szerepelt a Salzburgi Ünnepi Játékokon (itt 1954-ben Rolf Liebermann Penelopé, 1957-ben Nők iskolája című operáját mutatta be. 1958-tól a New York-i Filharmonikusoknál volt ismét állandó vendégkarmester, és itt a művészeti vezető címet is elnyerte.

## Magánélete

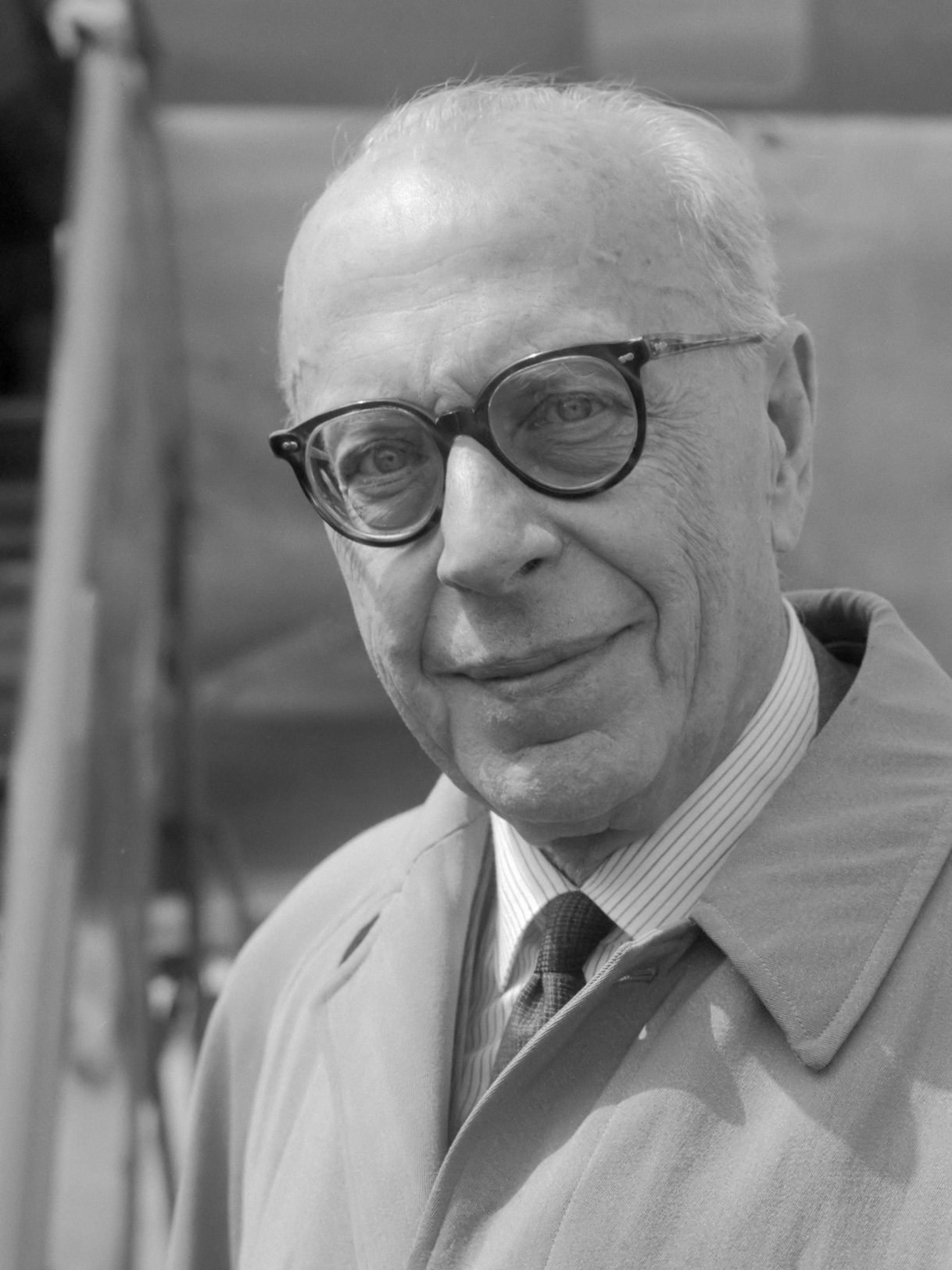
Széll György (1965)

Széll György kétszer nősült. Első felesége Olga Band volt, akit 1920-ban vett feleségül, de 1926-ban elvált tőle. Második feleségével, a prágai Helena Schultz Teltsch-csel 1938-ban házasodott össze, és ez a házasság a karmester haláláig tartott. Amikor nem zenélt, szívesen és jól főzött, és rajongott az autókért. Gyakran ő maga vezette Cadillacjét a zenekari sofőr helyett.
Több egyetemnek lett a díszdoktora, 1963-ban elnyerte a Brit Birodalom Rendje kitüntetést. 1970-ben hunyt el Clevelandben.

## Stílusa
Széll aprólékos módon készült a próbáira, az adott darabot zongorán memorizálta. Tiszta megfogalmazás, átlátszóság, egyensúly és építkezés volt jellemző rá, és precíz ütemtartást követelt zenészeitől. Az eredmény a pontosság magas szintje volt, és a zenekar gyakran úgy szólt, mint a legjobb vonósnégyes. Széll György abszolutista módszerei ellenére a zenekari tagok büszkék voltak zenei integritásukra. Videófelvételek bizonyítják, hogy Széll milyen világosan fogalmazva tudta előadni elképzeléseit, és milyen megelégedettséget okozott számára, ha a zenekar azt valósította meg, amit ő akart. Bal kezét, amivel szinte minden hangot megformált, a legkönnyedebbnek nevezték.
Túlzott precizitása és munkamódszere miatt néhány zenész és kritikus bírálta, mert hiányolták az érzelmeket a zenekar produkcióiból. Széll az észrevételekre így reagált: „Igen keskeny a határvonal az érthetőség és a hűvösség között. A szenvedélynek árnyalatnyi különbségei vannak, Mozart tisztaságától Csajkovszkij érzékiségéig, a Fidelio nemes szenvedélyétől a Salome bujaságáig. Nem tudok csokoládéöntetet használni spárgához.” „Teljesen szabályos lehet előnyben részesíteni a hektikusságot, a ritmustalanságot, a tisztátlanságot. De úgy vélem, az igazi művészet nem rendetlenség.”

## Repertoárja
Széll leggyakrabban a német klasszikus és romantikus szerzők műveit vezényelte, Haydntól, Mozarttól és Beethoventől Mendelssohnon, Schumannon és Brahmson át Brucknerig, Mahlerig és Straussig. Egyszer úgy nyilatkozott, hogy tudatosan szűkítette le a repertoárját, érezve, hogy „voltaképpen a feladatom elvégezni azokat a munkákat, amikre a legjobbak a képességeim, és mert bizonyos hagyományok eltűnnek azoknak a nagy karmestereknek az eltűnésével, akik a kortársaim és bálványaim és ki nem fizetett tanáraim voltak.” Mindazonáltal szerepeltette műsorán a kortárs zenét is, számos világpremiert vezényelt Clevelandben, főleg Dutilleux, Walton, Prokofjev, Hindemith és Bartók műveiből. Széll indította el a clevelandiek és Pierre Boulez, a kiváló szerző és karmester közötti együttműködést. Egyúttal, amikor a koncertek műsorában csökkent Haydn és Mozart műveinek száma, támogatta ezek műsorra kerülését.

## Diszkográfia
Széll György legtöbb felvétele a Cleveland Orchestra közreműködésével készült az Epic Records, a Columbia Masterworks és a CBS Masterworks (ma Sony  Classical) közreműködésével. Készültek felvételek még a New York-i Filharmonikusokkal, a Bécsi Filharmonikusokkal és az Amszterdami Concertgebouw-val is.
| - Ludwig van Beethoven: 1–9. szimfóniák (1957–64) - Ludwig van Beethoven: 1–5. zongoraversenyek, Leon Fleisher (1959–61) - Ludwig van Beethoven: 1–5. zongoraversenyek, Emil Gilelsz (1968, EMI) - Ludwig van Beethoven: Missa Solemnis (1967, TCO) - Johannes Brahms: 1–4. szimfóniák (1964–67) - Johannes Brahms: 1–2. zongoraversenyek, Leon Fleisher (1958, 1962) - Johannes Brahms: 1–2. zongoraversenyek, Rudolf Serkin (1968, 1966) - Johannes Brahms: Hegedűverseny, David Ojsztrah (1969, EMI) - Johannes Brahms: Kettősverseny; David Ojsztrah (hegedű), Msztyiszlav Rosztropovics (cselló) (1969, EMI) - Anton Bruckner: 3. szimfónia (1966) - Anton Bruckner: 8. szimfónia (1969) - Antonín Dvořák: 7–9. szimfónia (1958–60) - Antonín Dvořák: Szláv táncok (1962–65) - Antonín Dvořák: Csellóverseny, Pablo Casals, Cseh Filharmonikus Zenekar (1937, HMV) - Antonín Dvořák: Csellóverseny, Pierre Fournier, Berlini Filharmonikus Zenekar (1962, DG) - Joseph Haydn: 92–99. szimfóniák (1957–69) - Kodály Zoltán: Háry János szvit (1969) - Gustav Mahler: 4. szimfónia, Judith Raskin (szoprán) (1965) - Gustav Mahler: 6. szimfónia (1967) - Gustav Mahler: Adagio a 10. szimfóniából (1958) - Gustav Mahler: A fiú csodakürtje, Elisabeth Schwarzkopf (szoprán), Dietrich Fischer-Dieskau (bariton), Londoni Szimfonikus Zenekar (1968, EMI) - Felix Mendelssohn Bartholdy: 4. szimfónia (1962) - Felix Mendelssohn Bartholdy: Szentivánéji álom (1967) - Wolfgang Amadeus Mozart: 35., 39–41. szimfóniák (1960–63) - Wolfgang Amadeus Mozart: Kis éji zene, K. 525 (1968) - Wolfgang Amadeus Mozart: Zongoraversenyek, Robert Casadesus (1955–68) - Wolfgang Amadeus Mozart: 1–2. zongoranégyes, , Budapest Vonósnégyes, Széll György (zongora) (1946) - Wolfgang Amadeus Mozart: Hegedűszonáták, K. 301, 296, Raphael Druian (hegedű), Széll György (zongora) (1967) | - Mogyeszt Muszorgszkij: Egy kiállítás képei (1963) - Szergej Prokofjev: 5. szimfónia, (1959) - Szergej Prokofjev: 1., 3. zongoraverseny, Gary Graffman (1966) - Franz Schubert: 8., „Befejezetlen” szimfónia (1957) - Franz Schubert: 9. szimfónia (1957) - Robert Schumann: 1–4. szimfóniák (1958–60) - Jean Sibelius: 2. szimfónia, Royal Concertgebouw Orchestra (1964, Philips) - Jean Sibelius: 2. szimfónia, (1970) (élő felvétel Tokióban, Széll György utolsó felvétele) - Bedřich Smetana: Moldva, New York Philharmonic (1951/2007 United Archives) - Bedřich Smetana: Négy tánc Az eladott menyasszonyból (19??) - Richard Strauss: Don Juan (1957) - Richard Strauss: Don Quixote, Pierre Fournier (cselló), Abraham Skernick (brácsa) (1960) - Richard Strauss: Till Eulenspiegel vidám csínyjei (1957) - Richard Strauss: Halál és megdicsőülés (1957) - Richard Strauss: Négy utolsó ének, Elisabeth Schwarzkopf (szoprán), Berlini Rádió Szimfonikus Zenekara (1965, EMI) - Igor Stravinsky: Tűzmadár szvit (1919-es változat) (1961) - Pjotr Iljics Csajkovszkij: 4. szimfónia, Londoni Szimfonikus Zenekar (1962, Decca) - Pjotr Iljics Csajkovszkij: 5. szimfónia (1959) - Richard Wagner: Nyitányok, előjátékok és más részletek a Ringből (1962–68) - William Walton: 2., „Liverpool” szimfónia (1961) - William Walton: Partita zenekarra (1959) - William Walton: Változatok egy Hindemith-témára (1964) |

## Fordítás
Ez a szócikk részben vagy egészben  a   George Szell című angol Wikipédia-szócikk ezen változatának fordításán alapul.  Az eredeti cikk szerkesztőit annak laptörténete sorolja fel. Ez a jelzés csupán a megfogalmazás eredetét és a szerzői jogokat jelzi, nem szolgál a cikkben szereplő információk forrásmegjelöléseként.